# 대방광원각수다라요의경
《대방광원각수다라요의경》(大方廣圓覺修多羅了義經, K.0400, T.0842) 줄여서 《원각경》(圓覺經)은 대승불교의 불경이다. 당나라 때 북인도 계빈(罽賓)의 승려 불타다라가 한역(漢譯)하였다.
《대방광원각경》, 《원각수다라요의경》, 《원각요의경》이라고도 하며, 한국의 불교 강원에서 4교과의 하나로 채택된 경전으로 불교수행의 길잡이 역할을 하는 경전이다. 그 내용을 정리하면 일체 중생의 본래성불(本來成佛)을 드러내는 ‘원각’ 즉, 원만한 깨달음을 설명하는데 있어서 가장 뛰어난 경전이라는 뜻이 된다.

## 주석서
- 당나라 종밀의 《대방광원각수다라료의경략소주(大方廣圓覺修多羅了義經略疏註)》(약소, T.1795)

## 문화재 지정

### 보물
- 상지금니대방광원각수다라요의경 : 보물 제753호, 서울 관악구, 호림박물관 소장
- 대방광원각수다라요의경(언해) 권상 1의1, 2의1~3, 권하1의1~2, 2의2~3 : 보물 제970호, 서울 용산구, 국립중앙박물관 소장
- 대방광원각수다라요의경 권상1의2,하1의1~2의2 : 보물 제1219-1호, 서울 서대문구, (재)아단문고 소장
- 대방광원각수다라요의경 권상2의2, 권하3의1~3의2 : 보물 제1219-2호, 경기 하남시, 광덕사 소장
- 대방광원각수다라요의경(언해) 권하 1의1∼2, 2의1∼2 : 보물 제1219-3호, 부산 기장군, 취정사 소장
- 대방광원각수다라요의경 권상1의1 : 보물 제1514호, 경기 성남시, 한국학중앙연구원 소장
- 대방광원각수다라요의경권1 : 보물 제1518호, 서울 강남구, 권태원 소장
- 대방광원각수다라요의경 : 보물 제1518-2호, 울산 울주군, 양덕사 소장

### 시도 지정 문화재
- 황련사 대방광원각수다라요의경 : 부산광역시 시도유형문화재 제127호, 부산 수영구, 황련사 소장
- 대방광원각수다라요의경(언해) 1-1, 1-2, 2-1, 2-2 : 경기도 시도유형문화재 제286호, 경기 고양시, 개인 소장
- 대방광원각수다라요의경 권1 : 경기도 시도유형문화재 제287호, 경기 고양시, 개인 소장
- 흥천사 대방광원각수다라요의경판 : 서울특별시 시도유형문화재 제379호, 서울 성북구, 흥천사 소장
- 김해 해광사 대방광원각수다라요의경 : 경상남도 시도유형문화재 제563호, 경남 김해시, 해광사 소장
- 사천 백운암 대방광원각수다라요의경(권4) : 경상남도 시도유형문화재 제569호, 경남 사천시, 백운암 소장
- 김해 바라밀선원 대방광원각수다라요의경 약초서 : 경상남도 시도유형문화재 제573호, 경남 김해시, 바라밀선원 소장
- 대성사 대방광원각수다라요의경(언해) : 부산광역시 문화재자료 제87호, 부산 서구, 대성사 소장
- 대방광원각수다라요의경 권4 : 충청북도 유형문화재 제390호, 청주고인쇄박물관 소장
- 대방광원각수다라요의경 권상2의2 : 충청북도 유형문화재 제392호, 청주고인쇄박물관 소장